# Jacobus Kantelaar
Jacobus Kantelaar, né le 22 août 1759 à Amsterdam et mort le 7 juillet 1821 à Zalné, est un théologien, poète et homme politique néerlandais.

## Biographie
Kantelaar est diplômé en théologie à l'université de Leyde en 1781 et devient vicaire à Amsterdam. En 1782, il devient le pasteur de Westwoud avant de s'installer à Almelo, en Overijssel. Il y fréquente les milieux patriotes et notamment Joan van der Capellen tot den Pol. Après le rétablissement orangiste de septembre 1787, il est banni d'Overijssel. Rentré à Amsterdam, il se consacre à l'écriture. En 1792, son bannissement est levé et Kantelaar s'installe brièvement à Kampen et se lie avec le poète Rhijnvis Feith, avec lequel il publie plusieurs poèmes. 
Après la Révolution batave de 1795, il est élu député suppléant de Lochem à la première assemblée nationale batave. Lorsque le titulaire Herman Hendrik Vitringa est élu au comité constitutionnel, Kantelaar est appelé à le remplacer à l'assemblée le 29 mars 1796. Il s'y montre un brillant orateur et défenseur des idées fédéralistes. Considérant que l'éducation des citoyens étaient du ressort de l'État, il se prononce pour la séparation de l'Église et de l'État et rentre alors en conflit ouvert avec Bernardus Bosch. Le 19 septembre 1796, il est élu président de l'assemblée. Cette élection est contestée par Van Beyma, pour qui un suppléant ne pouvait présider l'assemblée.
Le 11 novembre 1796, le comité constitutionnel présente ses travaux et est dissous, conduisant Kantelaar à laisser sa place à Vitringa. Il est alors nommé au conseil de la Marine à Amsterdam. Le 2 août 1797, il est élu député de Hengelo mais est arrêté après le coup d'État unitariste du 22 janvier 1798. Emprisonné à la Huis ten Bosch, il se retire de la vie politique à sa libération, le 14 juillet. Il fonde alors une banque à La Haye.
En 1808, Louis Bonaparte, roi de Hollande, le nomme à l'Institut royal des Sciences. En 1810, il fait l'acquisition d'une propriété à Zalné, près de Zwolle, à proximité de la résidence de Feith. Il y vit l'été, séjournant l'hiver à Amsterdam, et y meurt en 1821.

## Publications
- De invloed der ware verlichting op het lot der vrouwen en het huwelijksgeluk (uitgeg. door 't Nut) (Amsterdam 1793)
- Bijdr. tot bevordering der Schoone kunsten en wetensch. (avec Rhijnvis Feith, 3 volumes, Amsterdam 1793-96)
- Lofreden op H.A. Schultens (Amsterdam 1794)
- Ode aan Schimmelpenninck (avec Rhijnvis Feith, Amsterdam 1805)
- Euterpe, een tijdschr. ter bevordering van fraaije kunsten en wetensch. (avec Matthijs Siegenbeek, 2 volumes, Amsterdam 1810)
- Verh. over het Herdersdicht (La Haye 1813)